# Dipartimento universitario
Un dipartimento universitario è una struttura organizzativa che all'interno delle università italiane promuove e coordina le attività di uno o più settori della ricerca scientifica che siano omogenei per fini e per metodo.
La riforma Gelmini nel 2010 ha soppresso le facoltà universitarie assegnando ad esso anche competenza nella didattica.

## Storia
Sono stati introdotti dalla legge 21 febbraio 1980, n. 28, come luogo di sperimentazione organizzativa e didattica, accanto alla facoltà universitaria prevista dal Regio Decreto 31 agosto 1933, n. 1592. L'art. 83, comma 1, del Decreto del presidente della Repubblica 11 luglio 1980, n. 382, lo definiva: "organizzazione di uno o più settori di ricerca omogenei per fini o per metodo e dei relativi insegnamenti anche afferenti a più  facoltà o più corsi di laurea della stessa facoltà". Esso, secondo l'art. 85, comma 1, dello stesso decreto "promuove e coordina l'attività di ricerca; organizza o concorre all'organizzazione dei corsi per il conseguimento del dottorato di ricerca; concorre in collaborazione con i consigli di corso di laurea o di indirizzo, con gli organi direttivi delle scuole di specializzazione e a fini speciali alla relativa attività didattica”.
La legge 30 dicembre 2010, n. 240, ha completamente modificato tale impostazione organizzativa, stabilendo all'art. 2, comma 2, che le università definiscono la loro articolazione organizzativa interna nei propri statuti, secondo i seguenti criteri: 
- "a) semplificazione dell'articolazione interna, con contestuale attribuzione al dipartimento delle funzioni finalizzate allo svolgimento della ricerca scientifica, delle attività didattiche e formative, nonché delle attività rivolte all'esterno ad esse correlate o accessorie;"
- "b) riorganizzazione dei dipartimenti assicurando che a ciascuno di essi afferisca un numero di professori, ricercatori di ruolo e ricercatori a tempo determinato non inferiore a trentacinque, ovvero quaranta nelle università con un numero di professori,  ricercatori di ruolo e a tempo determinato superiore a mille unità, afferenti a settori scientifico-disciplinari omogenei;"
- "c) previsione della facoltà di istituire tra più dipartimenti, raggruppati in relazione a criteri di affinità disciplinare, strutture di raccordo, comunque denominate, con funzioni di coordinamento e razionalizzazione delle attività didattiche, compresa la proposta di attivazione o soppressione di corsi di studio, e di gestione dei servizi comuni".

Il dipartimento, dunque, diviene l'unità organizzativa di base dell'ateneo, sia per la didattica, sia per la ricerca, mentre in precedenza il suo ruolo era principalmente incentrato sulla ricerca, essendo la didattica - ad eccezione dei corsi per il dottorato di ricerca - essenzialmente affidata alle facoltà. Queste ultime vengono sostituite dalle "strutture di raccordo", che possono essere variamente denominate (facoltà, scuole ecc.) e la cui istituzione è facoltativa.

## Descrizione

### Costituzione
La costituzione dei dipartimenti è deliberata dal Consiglio di Amministrazione, su proposta del Rettore, previo parere obbligatorio del Senato Accademico in relazione alla disponibilità di risorse, locali e personale.
Ciascun professore, ricercatore, [assistente del ruolo ad esaurimento]  afferisce, secondo la propria scelta, ad uno dei dipartimenti dell'ateneo nel quale svolge la propria attività di ricerca; il non esercizio del diritto di opzione comporta l'assegnazione di ufficio da parte del Senato accademico.
La disattivazione dei dipartimenti viene deliberata dal Senato accademico, su proposta del Consiglio di Dipartimento, quando il numero dei professori, ricercatori, assistenti r.e. si riduce ad un terzo rispetto al numero degli stessi all'atto della costituzione.

### Autonomia amministrativa e finanziaria
I dipartimenti godono di autonomia amministrativa e finanziaria entro i limiti previsti dai regolamenti di ateneo.
Nell'ambito dell'autonomia amministrativa il dipartimento gestisce il personale amministrativo, tecnico e bibliotecario che il Rettore assegna per il suo funzionamento.
Nell'ambito dell'autonomia finanziaria il dipartimento, in quanto centro di spesa con autonomia amministrativo-contabile, gestisce autonomamente le risorse finanziarie assegnate e approva, annualmente, il bilancio preventivo e quello consuntivo da allegare al bilancio generale dell'università.

## Organi del dipartimento
L'organizzazione del dipartimento post-riforma, è disciplinata dallo statuto dell'ateneo. In genere gli statuti prevedono un consiglio di dipartimento, nel quale siedono tutti i professori e ricercatori, nonché rappresentanti degli studenti, dei dottorandi di ricerca e del personale tecnico-amministrativo, e un direttore, eletto dal consiglio di dipartimento tra i professori, sovente affiancato da una giunta di dipartimento.

### Direttore
Il Direttore rappresenta il Dipartimento; è eletto tra i professori ordinari e straordinari, di ruolo e fuori ruolo, con regime di impegno a tempo pieno, dal Consiglio di Dipartimento. Resta in carica tre anni ed è rinnovabile una sola volta.
Attribuzioni
- Convoca e presiede il Consiglio e la Giunta di Dipartimento e ne rende esecutive le delibere;
- Vigila sull'osservanza delle leggi e delle norme e sulla regolare gestione contabile;
- Adotta, nei casi di urgenza, i provvedimenti necessari riferendone per la ratifica agli organi competenti del Dipartimento nella prima seduta utile;
- Designa il proprio sostituto fra i membri della Giunta.

### Consiglio di Dipartimento
Il Consiglio di Dipartimento è l'organo al quale è affidata l'attività di sviluppo, di programmazione del Dipartimento e la scelta dei criteri di attuazione relativi.
Attribuzioni
- Svolge attività consultiva al Consiglio di facoltà in relazione alla stipula di convenzioni con enti pubblici e privati, e all'ambito didattico (modifiche al Regolamento didattico di Ateneo, trasferimenti di professori, conferimento di supplenze e di affidamenti), limitatamente alle discipline di propria pertinenza;
- Elabora ed approva un Regolamento interno per disciplinare le attribuzioni, l'organizzazione e le funzioni istituzionali del Dipartimento;
- Indica i criteri per l'impiego dei mezzi, degli strumenti, del personale e dei fondi assegnati al Dipartimento.

Composizione
- Il Direttore, che lo convoca e lo presiede, e da tutti i professori, ricercatori e assistenti r.e. afferenti al Dipartimento;
- Il Segretario Amministrativo con funzione di segretario verbalizzante e voto deliberativo;
- Una rappresentanza degli studenti iscritti ai corsi di laurea afferenti al dipartimento;
- Una rappresentanza del personale tecnico-amministrativo nella misura del 10% dei professori, ricercatori e assistenti r.e.

### Giunta di Dipartimento
La Giunta di Dipartimento è organo propositivo e coadiuvante del Direttore del Dipartimento in merito alle mansioni dello stesso.
Composizione
- Almeno tre professori ordinari, di ruolo o fuori ruolo, tre professori associati di ruolo e fuori ruolo, due ricercatori ed un rappresentante del personale tecnico-amministrativo;
- Il Direttore;
- Il Segretario Amministrativo con voto deliberativo;

Qualora tali rappresentanze vengano elevate dovranno essere mantenute le stesse proporzioni. Se nel Dipartimento i soggetti appartenenti a taluna delle categorie sopra indicate fossero presenti in misura inferiore a quella prevista per la composizione della Giunta, quest'ultima non viene costituita e le sue funzioni vengono svolte dal Consiglio di Dipartimento.

## Attribuzioni del Dipartimento
Le principali attribuzioni del Dipartimento sono:
- Promuovere, coordinare, verificare e pubblicizzare le attività di ricerca;
- Svolgere attività consultiva al Consiglio di Facoltà in relazione alla stipula di convenzioni con enti pubblici e privati, e all'ambito didattico, limitatamente alle discipline di propria pertinenza;
- Concorrere allo svolgimento dell'attività didattica;
- Svolgere le attività di consulenza e di ricerca su contratto o convenzione da eseguirsi all'interno dell'Università.

L'esecuzione di alcune attribuzioni del Dipartimento richiede la collaborazione degli Organi del Dipartimento. In particolare:

### Bilanci preventivi e bilancio consuntivo
- La Giunta di Dipartimento coadiuva il Direttore nella elaborazione dei bilanci preventivi (annuali e pluriennali) e del bilancio consuntivo (corredato dalla relativa relazione di accompagnamento sulle attività svolte dal Dipartimento), da sottoporre al Consiglio di Dipartimento.
- Il Direttore del Dipartimento presenta al Consiglio di Dipartimento i bilanci predisposti dalla Giunta, corredati dalle relative relazioni tecniche.
- Il Consiglio di Dipartimento approva i bilanci preventivi e il bilancio consuntivo (con relazioni allegate) predisposti dalla Giunta e li inoltra al Senato Accademico.

### Richiesta di finanziamenti
- La Giunta di Dipartimento coadiuva il Direttore nella richiesta dei finanziamenti da presentarsi al Consiglio di Dipartimento.
- Il Direttore del Dipartimento annualmente avanza, al Consiglio di Dipartimento,  le richieste di finanziamento predisposte dalla Giunta.
- Il Consiglio di Dipartimento approva le richieste di finanziamento (relative ai piani di sviluppo).

### Spese varie
- La Giunta di Dipartimento Inoltra al Consiglio di Dipartimento la richiesta di materiale bibliografico, di strumenti, attrezzature ed arredi, nonché l'esecuzione di lavori o la fornitura di servizi che non siano, per importo, di competenza del Direttore.
- Il Consiglio di Dipartimento Delibera l'acquisto di materiale bibliografico, di strumenti, di attrezzature ed arredi, nonché l'esecuzione di lavori e la fornitura di servizi che non siano, per importo, di competenza del Direttore.

### Assegnazione del personale tecnico-amministrativo
- La Giunta di Dipartimento coadiuva il Direttore nella predisposizione delle richieste di assegnazione del personale tecnico-amministrativo.
- Il Direttore del Dipartimento inoltra le suddette richieste al Senato Accademico.
- Il Consiglio di Dipartimento indica i criteri per l'impiego del personale assegnato al Dipartimento.

### Stipula di contratti e convenzioni
- Il Consiglio di Dipartimento approva i contratti e le convenzioni di ricerca e di consulenza di competenza del Dipartimento.
- Il Direttore stipula i succitati contratti e convenzioni.

### Piano annuale delle ricerche
- La Giunta di Dipartimento coadiuva il Direttore nella predisposizione del piano annuale delle ricerche del Dipartimento.
- Il Direttore propone il piano delle ricerche, predisposto dalla Giunta, e relaziona sui risultati delle sperimentazioni effettuate.